# Ixodida
Ixodida (лат.) — отряд клещей из надотряда паразитиформных. Представители отряда — высокоспециализированные эктопаразиты наземных позвоночных животных (паразитируют на птицах, рептилиях и млекопитающих), питающиеся их кровью.
На 2004 год группа включала в своём составе более 900 видов. К отряду принадлежат большинство клещей, являющихся переносчиками возбудителей инфекционных заболеваний человека и животных. Самые ранние находки отряда в ископаемом состоянии были сделаны в меловом бирманском янтаре.

## Общая характеристика
К отряду относятся наиболее крупные клещи, сильно увеличивающиеся в размерах при питании кровью. Их слюна обладает анестезирующим действием.

## Место обитания
Встречаются в различных ландшафтно-климатических зонах.

## Классификация
Монотипический отряд, который включает единственное надсемейство Иксодоидные клещи (Ixodoidea), состоящее из трёх семейств:
- Argasidae — Аргасовые клещи, или аргазиды, около 200 видов
  - Argasinae
  - Ornithodorinae
- Ixodidae — Иксодовые клещи, около 700 видов
  - Amblyomminae
  - Bothriocrotoninae
  - Haemaphysalinae
  - Hyalomminae
  - Ixodinae
  - Rhipicephalinae
- Nuttalliellidae, 1 вид

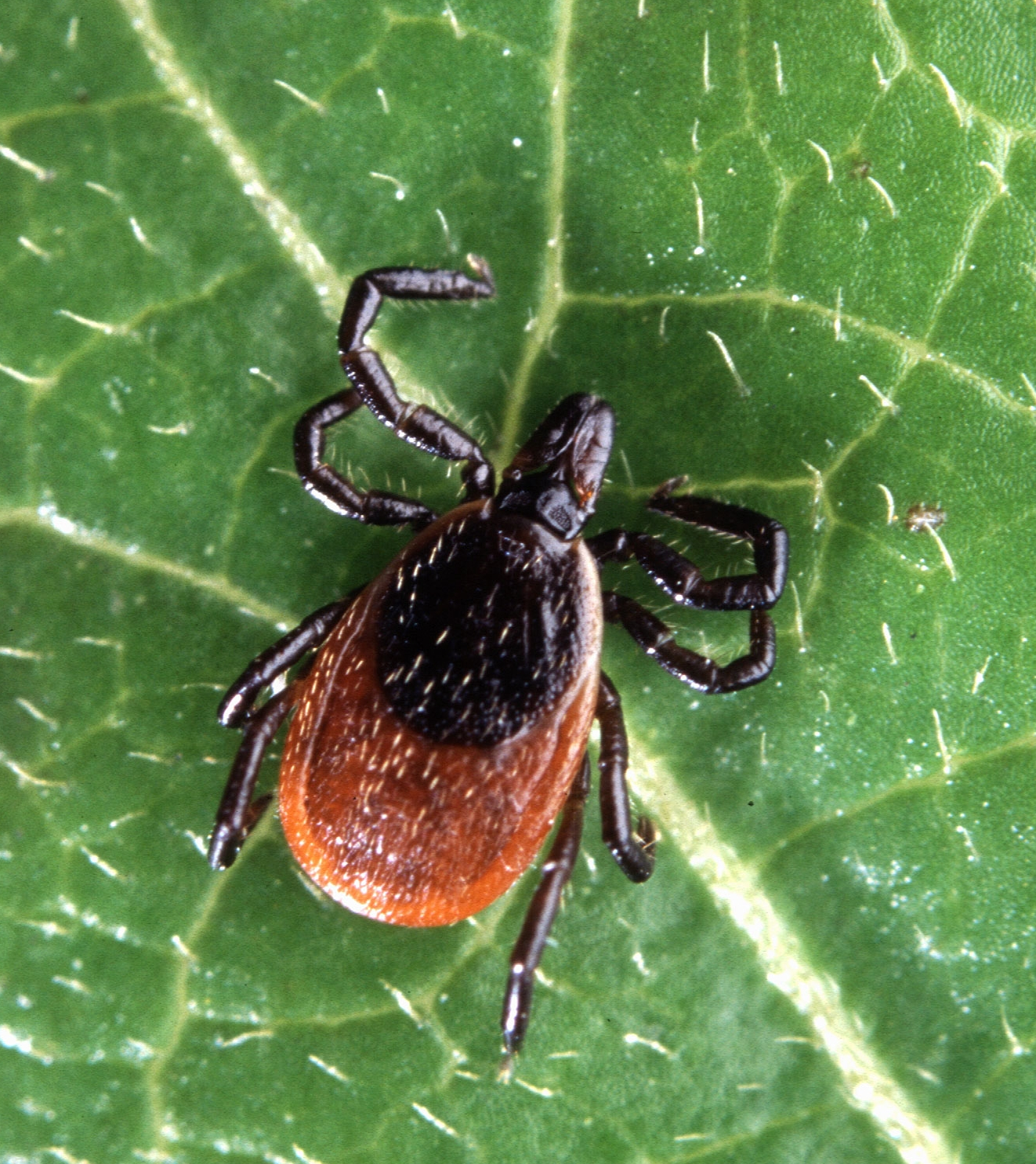
Ixodes scapularis
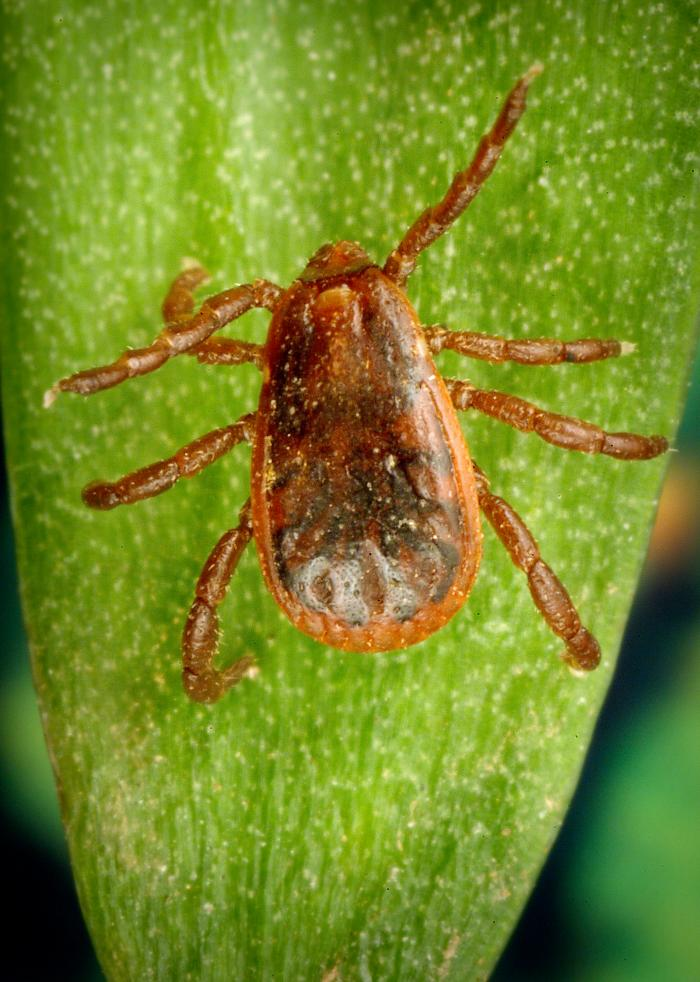
Rhipicephalus sanguineus
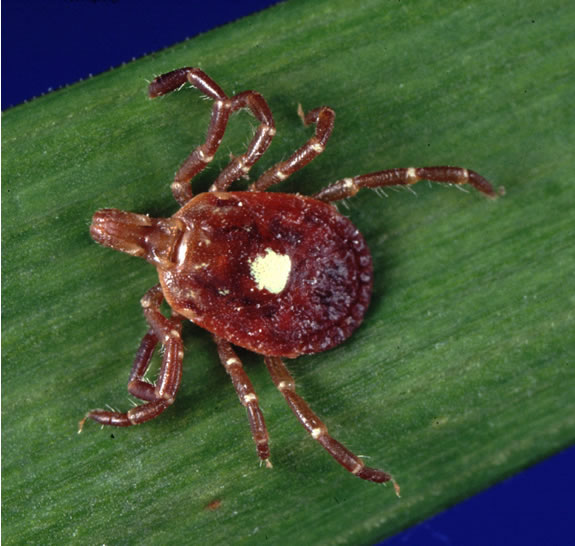
Amblyomma americanum